# Digitaler Binnenmarkt
Der Digitale Binnenmarkt (englisch Digital Single Market) ist ein geplanter Wirtschaftsraum zwischen den Mitgliedstaaten der Europäischen Union, der hauptsächlich auf die Wirtschaftsbereiche Digitales und Telekommunikation ausgerichtet sein soll. Er stellt ein Programm der Digitalen Agenda für Europa zum Europäischen Binnenmarkt im Rahmen der Strategie Europa 2020 (EU 2020) dar.

## Ziel und Nutzen
Das Hauptziel des Digitalen Binnenmarktes der EU besteht darin, dass die europäische Wirtschaft im Digitalbereich wieder den Anschluss an die weit fortgeschrittenen Volkswirtschaften der USA, Japans und Südkoreas findet. Um dieses Ziel zu erreichen, sollen ein besserer Zugang zu digitalen Waren und Dienstleistungen, bessere Rahmenbedingungen für digitale Netze und Dienstleistungen, eine stärkere Digitalisierung der Wirtschaft geschaffen und ein verstärkter Ausbau der digitalen Netze vorgenommen werden.
Durch die Beseitigung der Einzelmärkte in der EU und den Ersatz durch einen großen Binnenmarkt soll neben 3,8 Mio. neuen Arbeitsplätzen auch ein Anstieg der EU-Wirtschaftsleistung um 415 Milliarden Euro erreicht werden.
In der Europäischen Union ist die Abhängigkeit von chinesischen Digitalprodukten mittlerweile weit verbreitet. 76 Prozent der rumänischen, 59 Prozent der deutschen und 17 Prozent der französischen 5G-Funkzugangsnetze verwenden chinesische Komponenten. Im Gegensatz dazu besteht in der Tschechischen Republik, Schweden und den baltischen Staaten keinerlei Abhängigkeit.
Wenn demokratische Länder ihre demokratischen Normen als globalen Standard etablieren möchten, müssen sie ihre Industriepolitik eng mit der Digitalpolitik verknüpfen.

## Entwicklung
Die Europäische Kommission legte am 6. Mai 2015 das Papier "Strategie für einen digitalen Binnenmarkt für Europa" (KOM(2015)192) als Weiterentwicklung der Digitalen Agenda für Europa (KOM(2010)245) vor.
Innerhalb der Europäischen Kommission war dafür der Vizepräsident und EU-Kommissar für Digitalen Binnenmarkt Andrus Ansip zuständig, der Anfang 2017 übergangsweise ebenfalls zuständiger EU-Kommissar für Digitale Wirtschaft und Gesellschaft war.
Am 9. Dezember 2015 stellte der EU-Kommissar für Digitale Wirtschaft und Gesellschaft Günther Oettinger eine EU-Verordnung vor, nach welcher es Verbrauchern in der EU ermöglicht wird, Streamingdienste auch im EU-Ausland zu nutzen. Bisher konnte man diese Dienste meist nur im Heimatland des Nutzers abrufen, mit der geplanten Verordnung wird ein kostenfreier Abruf in allen EU-Ländern ermöglicht.
Im Jahr 2015 hat die Europäische Kommission ein Kartellverfahren gegen Google eingeleitet. Es ging um den Vorwurf, dass Google Suchergebnisse manipuliert hat. Das Urteil wurde 2022 vom Europäischen Gerichtshof bestätigt. Als Konsequenz musste Google sein Geschäftsmodell anpassen und sucht nun bereits im Vorfeld Zugang zur Mitgestaltung europäischer Cyberpolitiken.
Im EU-Großprojekt digitale Infrastruktur traten 2016 die NIS-Richtlinie, eine Richtlinie zur Netz- und Informationssicherheit,  Anfang 2023 die überholte Fassung NIS-2-Richtlinie und als Ergänzung die CER-Richtlinie (Critical Entities Resilience) zum Schutz vulnerabler Infrastrukturen in Kraft.
Die Datenschutzgrundverordnung (DSGVO), die seit 2018 gilt, ist ein innovatives Regulierungsinstrument. Im Bereich der Cybersicherheit wurde 2019 ein wichtiger Integrationsschritt vollzogen, indem der seit 2004 bestehenden EU-Cybersicherheitsagentur (ENISA) ein dauerhaftes Mandat erteilt wurde.
Die EU-Datenstrategie von 2020 zielt darauf ab, den Austausch und die breite Nutzung von Daten zu fördern und gleichzeitig hohe Datenschutz-, Sicherheits- und Ethikstandards zu wahren. Das Hauptziel besteht darin, einen “Binnenmarkt für Daten” zu schaffen, der den Zugang zu öffentlichen Daten erleichtert und es privaten Anbietern ermöglicht, vorhandene Daten einfacher mit Wissenschaft und Forschung zu teilen.
EU-Kommissionspräsidentin Ursula von der Leyen betonte bei der Vorstellung der Digitalen Agenda für Europa 2020, dass das kommende Jahrzehnt Europas „digitales Jahrzehnt“ sein müsse. Ein Fünftel des 750 Milliarden Euro umfassenden Corona-Wiederaufbauplans soll in die digitale Technologie investiert werden. Dazu gehört die Entwicklung eines neuen Mikroprozessors durch die europäische Industrie sowie der Aufbau einer europäischen Cloud zur Datenspeicherung.
Das Gesetz über digitale Märkte (DMA) trat im Februar 2024 in Kraft und ergänzt das Wettbewerbsrecht. Es beschränkt die Macht marktbeherrschender Digitalkonzerne. Das DMA enthält strengere Regeln für zentrale Online-Plattformen, wie Suchmaschinen und soziale Netzwerke. Das Gesetz über digitale Dienste (DSA) zielt darauf ab, ein sicheres und vertrauenswürdiges Online-Umfeld zu schaffen und ein reibungsloses Funktionieren des EU-Binnenmarkts für Vermittlungsdienste zu gewährleisten. Es beinhaltet auch zusätzliche Sorgfaltspflichten für sehr große Online-Plattformen und Suchmaschinen.
Ende Mai 2024 verabschiedete die EU die weltweit erste KI-Verordnung. Diese Regelung zielt darauf ab, dass KI-Systeme transparent, nachvollziehbar, nicht diskriminierend und umweltfreundlich sind. Außerdem sollen Menschen die KI-Systeme überwachen.